# The Moment You Believe (canción de Melanie C)
«The Moment You Believe» es una balada de 2007, que se convirtió en el primer sencillo en Europa del cuarto álbum de la cantante Melanie C llamado This Time. Coescrito y producido por Pedro Vettese, se utilizó en la campaña publicitaria de primavera para el programa de televisión alemán Nur die Liebe zählt. Melanie interpretó la canción en el programa Wetten, dass..? de la televisión alemana. 
La canción fue un éxito en algunos países de Europa, alcanzando en número #1 en España durante 2 semanas y en Luxemburgo durante una 1 semana. También alcanzó el número #7 en Portugal y entró en el Top-20 de los sencillos de Alemania, Suecia, Polonia y Suiza.
"The Moment You Believe" entró en muchas listas de éxitos europeas.

## Video musical
El video de la canción se estrenó el 23 de febrero de 2007, en el canal de televisión VIVA en Europa. Fue dirigido por Tim Royes el 17 de febrero de 2007, y se grabó en Ealing Studios el día después de grabar "I Want Candy". Fue grabado de una sola tirada por un Steadicam. Un total de seis tomas fueron filmadas, y el producto final fue el resultado de mirar por esas seis tomas y elegir la mejor.

## Lista de canciones
Suiza, CD de 2 Pistas
1. «The Moment You Believe» - 3:29
2. «Fragile» - 4:05

Europa, CD maxisencillo
1. «The Moment You Believe» - 3:29
2. «Fragile» - 4:05
3. «The Moment You Believe» (Attraction mix) - 4:59
4. «The Moment You Believe» (Instrumental) - 3:29
5. «The Moment You Believe» (Piano/vocal mix) - 3:29

## Fechas de lanzamiento
| País         | Fecha               |
| ------------ | ------------------- |
| Austria      | 16 de marzo de 2007 |
| Alemania     | 16 de marzo de 2007 |
| Suiza        | 16 de marzo de 2007 |
| Escandinavia | 21 de marzo de 2007 |

## Posiciones
| País                              | Posición |
| --------------------------------- | -------- |
| España Top 20 Singles             | 1        |
| Luxemburgo Top 40 Singles         | 1        |
| Suiza Top 100 Singles             | 14       |
| Alemania Top 100 Singles          | 15       |
| Suecia Top 60 Singles             | 18       |
| Austria Top 75 Singles            | 28       |
| República Checa IFPI Chart        | 48       |
| Portugal Digital Charts           | 1        |
| Eslovenia City Top 20 Radio Chart | 3        |
| Portugal Top 20 Airplay Chart     | 4        |
| Alemania Radio Airplay            | 6        |
| Suiza Radioplay Top 30            | 11       |
| Letonia Airplay Charts            | 23       |
| España Airplay Chart              | 14       |
| Europa Hot Singles Top 100        | 43       |